# Даніела Шипперс
Даніела Шипперс (ісп. Daniela Schippers; нар. 28 березня 1995) — колишня гватемальська тенісистка.
Найвищу одиночну позицію світового рейтингу — 1103 місце досягла 11 листопада 2013, парну — 531 місце — 18 листопада 2013 року.
Здобула 2 парні титули туру ITF.

## Фінали ITF

### Парний розряд: 5 (2–3)
| Легенда          |
| ---------------- |
| Турніри $100,000 |
| Турніри $75,000  |
| Турніри $50,000  |
| Турніри $25,000  |
| Турніри $10,000  |

| Фінали за покриттям |
| ------------------- |
| Тверде (1–2)        |
| Ґрунт (1–1)         |
| Трава (0–0)         |
| Килим (0–0)         |

| Результат | Ранг | Дата     | Рівень | Турнір                            | Покриття | Партнерка           | Суперниці                                | Рахунок                |
| --------- | ---- | -------- | ------ | --------------------------------- | -------- | ------------------- | ---------------------------------------- | ---------------------- |
| Поразка   | 1.   | Лис 2012 | 10,000 | ITF Темуко, Чилі                  | Ґрунт    | Сатіе Ісідзу        | Вікторія Босіо Даніела Сегель            | 4–6, 2–6               |
| Поразка   | 2.   | Тра 2013 | 10,000 | ITF Кінтана-Роо, Мексика          | Тверде   | Ана Софія Санчес    | Деніелл Міллс Франсеска Сегареллі        | 2–6, 4–6               |
| Поразка   | 3.   | Чер 2013 | 10,000 | ITF Quintana Roo                  | Тверде   | Ана Софія Санчес    | Іноуе Акарі Джулія Моріарті              | 7–5, 6–7(4–7), [10–12] |
| Перемога  | 1.   | Лип 2013 | 10,000 | ITF Сан-Жозе-дус-Кампус, Бразилія | Ґрунт    | Вікторія Босіо      | Лаура Пігоссі Кароліна Себальйос         | 7–5, 6–4               |
| Перемога  | 2.   | Жов 2013 | 10,000 | ITF Кінтана-Роо, Мексика          | Тверде   | Франсеска Сегареллі | Constanza Gorches Jessica Hinojosa Gómez | 7–5, 7–6(7–2)          |

## Гра за національну збірну

### Кубок Федерації
Schippers made her Кубок Біллі Джин Кінг debut for Guatemala in 2010, while the team was competing in the Americas Zone Group II, when she was 15 years and 22 days old.

#### Fed Cup (18–12)
| Участь у матчах груп            |
| ------------------------------- |
| Світова група (0–0)             |
| Плей-оф Світової групи (0–0)    |
| Світова група II (0–0)          |
| Плей-оф світової групи II (0–0) |
| Americas Group (18–12)          |

| Матчів за покриттям |
| ------------------- |
| Тверде (8–3)        |
| Ґрунт (10–9)        |
| Трава (0–0)         |
| Килим (0–0)         |

| Матчів за розрядом     |
| ---------------------- |
| Одиночний розряд (9–9) |
| Парний розряд (9–3)    |

| Закритий/відкритий корт |
| ----------------------- |
| Закритий корт (0–0)     |
| Відкритий корт (18–12)  |

##### Одиночний розряд (9–9)
| Розіграш                            | Стадія                        | Дата           | Місце                                   | Супротивник         | Покриття | Суперниця             | W/L | Рахунок                 |
| ----------------------------------- | ----------------------------- | -------------- | --------------------------------------- | ------------------- | -------- | --------------------- | --- | ----------------------- |
| 2010 Fed Cup Americas Zone Group II | Пул B                         | 19 квітня 2010 | Гуаякіль, Еквадор                       | Panama              | Ґрунт    | Yeniseik Gómez        | W   | 6–0, 6–0                |
| 2010 Fed Cup Americas Zone Group II | Пул B                         | 20 квітня 2010 | Гуаякіль, Еквадор                       | Mexico              | Ґрунт    | Хімена Ермосо         | L   | 1–6, 2–6                |
| 2010 Fed Cup Americas Zone Group II | Пул B                         | 21 квітня 2010 | Гуаякіль, Еквадор                       | Peru                | Ґрунт    | Б'янка Ботто          | L   | 0–6, 1–6                |
| 2010 Fed Cup Americas Zone Group II | 5th-6th Play-off              | 24 квітня 2010 | Гуаякіль, Еквадор                       | Costa Rica          | Ґрунт    | María Moya            | W   | 6–1, 6–0                |
| 2011 Fed Cup Americas Zone Group II | Пул A                         | 16 травня 2011 | Санто-Домінго, Домініканська Республіка | Trinidad and Tobago | Тверде   | Breana Stampfli       | W   | 6–2, 6–2                |
| 2011 Fed Cup Americas Zone Group II | Пул A                         | 17 травня 2011 | Санто-Домінго, Домініканська Республіка | Dominican Republic  | Тверде   | Daysi Espinal         | W   | 6–0, 6–0                |
| 2011 Fed Cup Americas Zone Group II | Пул A                         | 18 травня 2011 | Санто-Домінго, Домініканська Республіка | Uruguay             | Тверде   | Leticia Demichelli    | W   | 6–2, 6–2                |
| 2011 Fed Cup Americas Zone Group II | Пул A                         | 20 травня 2011 | Санто-Домінго, Домініканська Республіка | Puerto Rico         | Тверде   | Yolimar Ogando        | L   | 6–7(3–7), 5–7           |
| 2011 Fed Cup Americas Zone Group II | Плей-оф за підвищення в класі | 21 травня 2011 | Санто-Домінго, Домініканська Республіка | Bahamas             | Тверде   | Simone Pratt          | L   | 0–6, 3–6                |
| 2012 Fed Cup Americas Zone Group II | Пул A                         | 17 квітня 2012 | Гвадалахара (Мексика), Мексика          | Dominican Republic  | Ґрунт    | Michelle Marie Valdez | W   | 5–7, 7–5, 6–2           |
| 2012 Fed Cup Americas Zone Group II | Пул A                         | 18 квітня 2012 | Гвадалахара (Мексика), Мексика          | Ecuador             | Ґрунт    | Paula Castro          | W   | 6–2, 7–6(7–3)           |
| 2012 Fed Cup Americas Zone Group II | Пул A                         | 19 квітня 2012 | Гвадалахара (Мексика), Мексика          | Trinidad and Tobago | Ґрунт    | Yolande Leacock       | L   | 2–6, 7–5, 2–6           |
| 2012 Fed Cup Americas Zone Group II | Плей-оф за підвищення в класі | 21 квітня 2012 | Гвадалахара (Мексика), Мексика          | Chile               | Ґрунт    | Андреа Коч Бенвенуто  | L   | 1–6, 4–6                |
| 2015 Fed Cup Americas Zone Group II | Pool D                        | 24 червня 2015 | Санто-Домінго, Домініканська Республіка | Bermuda             | Тверде   | Cayla Cross           | W   | 6–0, 6–0                |
| 2015 Fed Cup Americas Zone Group II | Плей-оф за підвищення в класі | 27 червня 2015 | Санто-Домінго, Домініканська Республіка | Ecuador             | Тверде   | Camila Romero         | L   | 6–3, 4–6, 4–6           |
| 2017 Fed Cup Americas Zone Group II | Пул B                         | 21 липня 2017  | Панама (місто), Панама                  | Dominican Republic  | Ґрунт    | Karla Portalatín      | W   | 6–1, 6–2                |
| 2018 Fed Cup Americas Zone Group I  | Пул B                         | 7 лютого 2018  | Асунсьйон, Парагвай                     | Argentina           | Ґрунт    | Паула Ормаечеа        | L   | 5–7, 2–6                |
| 2018 Fed Cup Americas Zone Group I  | Пул B                         | 9 лютого 2018  | Асунсьйон, Парагвай                     | Venezuela           | Ґрунт    | Аймет Ускатегі        | L   | 7–6(7–5), 3–6, 6–7(4–7) |

##### Парний розряд (9–3)
| Розіграш                            | Стадія                        | Дата           | Місце                                   | Супротивник         | Покриття | Партнерка             | Суперниці                                             | W/L | Рахунок       |
| ----------------------------------- | ----------------------------- | -------------- | --------------------------------------- | ------------------- | -------- | --------------------- | ----------------------------------------------------- | --- | ------------- |
| 2010 Fed Cup Americas Zone Group II | Пул B                         | 19 квітня 2010 | Гуаякіль, Еквадор                       | Mexico              | Ґрунт    | Isabella Escobar      | Хімена Ермосо Даніела Муньос Галлегос                 | L   | 2–6, 0–6      |
| 2010 Fed Cup Americas Zone Group II | Пул B                         | 23 квітня 2010 | Гуаякіль, Еквадор                       | Bermuda             | Ґрунт    | Jennifer Pusey        | Jacklyn Lambert Tara Lambert                          | W   | 6–1, 7–6(7–2) |
| 2011 Fed Cup Americas Zone Group II | Пул A                         | 16 травня 2011 | Санто-Домінго, Домініканська Республіка | Trinidad and Tobago | Тверде   | Paulina Schippers     | Trevine Sellier Breana Stampfli                       | W   | 6–3, 6–2      |
| 2011 Fed Cup Americas Zone Group II | Пул A                         | 17 травня 2011 | Санто-Домінго, Домініканська Республіка | Dominican Republic  | Тверде   | Paulina Schippers     | Daysi Espinal Джоелл Шад                              | W   | 6–2, 4–6, 6–3 |
| 2011 Fed Cup Americas Zone Group II | Пул A                         | 18 травня 2011 | Санто-Домінго, Домініканська Республіка | Uruguay             | Тверде   | Paulina Schippers     | Carolina de los Santos Leticia Demichelli             | W   | 5–7, 7–5, 7–5 |
| 2012 Fed Cup Americas Zone Group II | Пул A                         | 17 квітня 2012 | Гвадалахара (Мексика), Мексика          | Dominican Republic  | Ґрунт    | Camila Ramazzini      | Karla Portalatín Джоелл Шад                           | W   | 7–5, 6–4      |
| 2012 Fed Cup Americas Zone Group II | Пул A                         | 19 квітня 2012 | Гвадалахара (Мексика), Мексика          | Trinidad and Tobago | Ґрунт    | Kirsten-Andrea Weedon | Anneliese Rose Breana Stampfli                        | L   | 3–6, 2–6      |
| 2015 Fed Cup Americas Zone Group II | Pool D                        | 26 червня 2015 | Санто-Домінго, Домініканська Республіка | Puerto Rico         | Тверде   | Kirsten-Andrea Weedon | Mónica Matías Ariana Rodriguez                        | W   | 6–1, 6–2      |
| 2017 Fed Cup Americas Zone Group II | Пул B                         | 20 липня 2017  | Панама (місто), Панама                  | Barbados            | Ґрунт    | Melissa Morales       | Kiana Marshall Cherise Slocombe                       | W   | 6–4, 6–4      |
| 2017 Fed Cup Americas Zone Group II | Пул B                         | 21 липня 2017  | Панама (місто), Панама                  | Dominican Republic  | Ґрунт    | Melissa Morales       | Laura Lissette Quezada Martínez Michelle Marie Valdez | W   | 6–3, 6–0      |
| 2017 Fed Cup Americas Zone Group II | Плей-оф за підвищення в класі | 22 липня 2017  | Панама (місто), Панама                  | Peru                | Ґрунт    | Melissa Morales       | Б'янка Ботто Anastasia Iamachkine                     | W   | 6–2, 7–5      |
| 2018 Fed Cup Americas Zone Group I  | Пул B                         | 7 лютого 2018  | Асунсьйон, Парагвай                     | Argentina           | Ґрунт    | Melissa Morales       | Марія Ірігоєн Стефані Петіт                           | L   | 4–6, 1–6      |